# 熱海市立網代小学校
熱海市立網代小学校（あたみしりつ あじろしょうがっこう）は、かつて静岡県熱海市網代にあった公立小学校。少子化が進行して児童数が減少したため、2021年（令和3年）3月26日に閉校し、熱海市立多賀小学校に統合された。

## 沿革

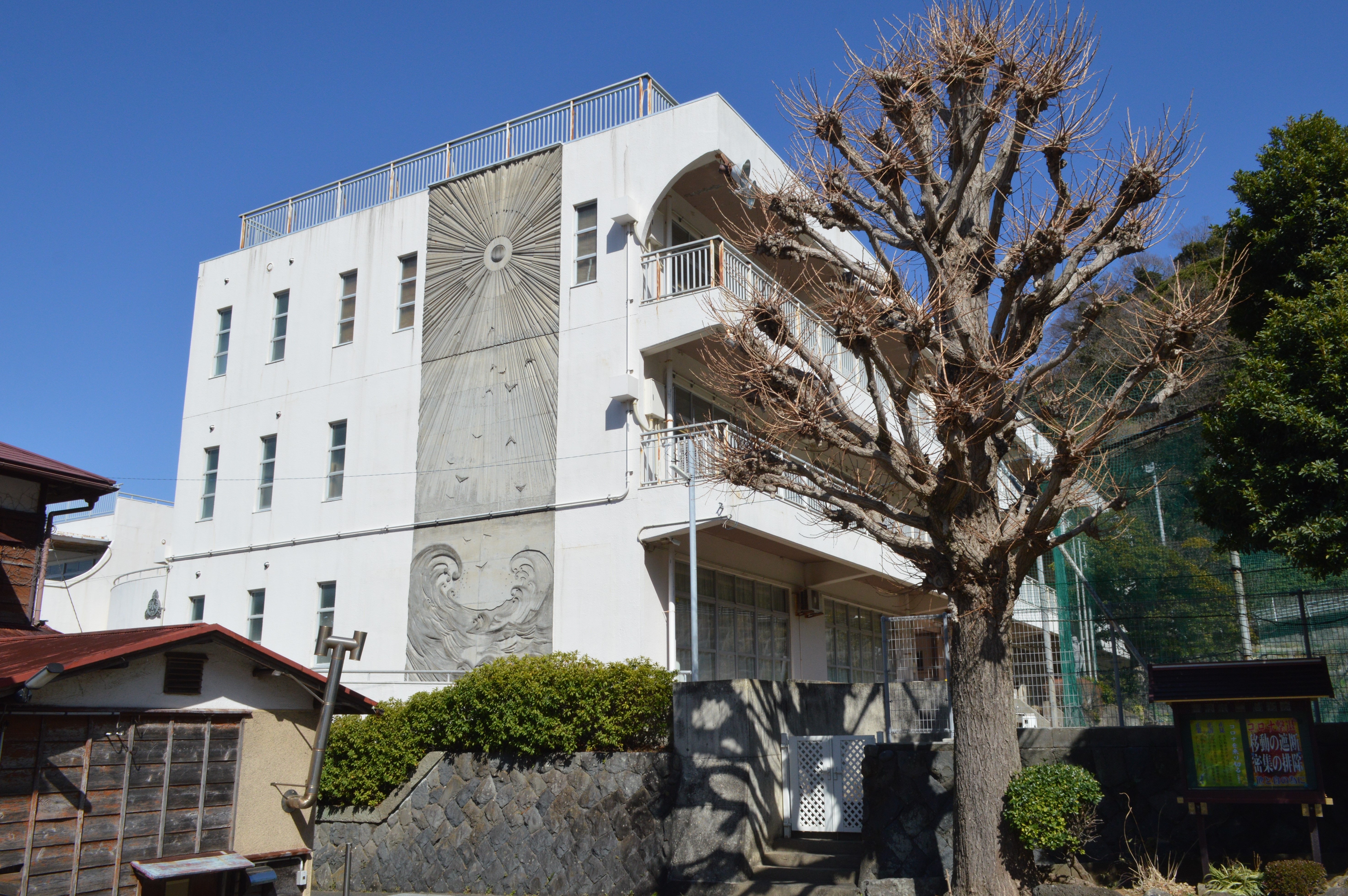
校舎の西側とグラウンド

- 1873年（明治6年）9月 - 「熱海学校 網代分校」として創設[2][3]。
- 1875年（明治8年）10月 - 「網代学校」として熱海学校から独立[2][3]。
- 1886年（明治19年）12月 - 「網代尋常小学校」と改称する[2][4]。
- 1890年（明治23年）3月 - 校章制定[2]。
- 1906年（明治39年）4月 - 「網代村網代尋常高等小学校」と改称する[2][4]。
- 1941年（昭和16年）4月 - 「網代町国民学校」と改称する[2]。
- 1947年（昭和22年）4月 - 「網代町立網代小学校」と改称する[2]。
- 1957年（昭和32年）4月 - 熱海市との合併により「熱海市立網代小学校」と改称する[2][5]。
- 1964年（昭和39年）11月 - 校歌制定。[2]。
- 1974年（昭和49年）3月 - 創立100周年記念祭[2]。
- 1977年（昭和52年） - 新校舎完成[6]。
- 2021年（令和3年）3月26日 - 少子化により閉校、多賀小学校へと統合[1]。